# 任士刚
任士刚（1896年—1946年），中国实业家，近代纺织业先驱之一。他是20世纪20年代后中国著名的“汗衫大王”，也是红极一时的“鹅牌”汗衫商标创立人和大师级广告宣传家。浙江宁波人。

## 创业经历
19世纪末20世纪初，中国纺织业逐渐被外资垄断，民族近代纺织业虽然有所发展，但举步维艰，难以撼动洋货的垄断地位。袜子、内衣、汗衫等各种外资生产的纺织品充斥中国市场。
1924年，任士刚毕业于香港大学土木工程系，获得硕士学位，由校方介绍到上海英商怡和洋行任建筑部监工。任士刚看到上海针织品市场长期被法国、日本等外国列强的产品所盘踞，毅然从怡和洋行辞职，筹资创办针织厂，创立国货商标，与洋货竞争。任士刚联合友人创建了“五和针织厂”，并任总经理。任士刚是当时极少数具有商标厂名保护意识的企业家。在确定“鹅牌”商标之后，任士刚最先想到的是如何依法保护“鹅牌”商标名称与“五和”企业名称。
在20年代末，“鹅牌”商标成为国货名牌。“鹅牌”产品曾在上海、青岛、南京、镇江，以及东南亚的新加坡、泰国等地展览，并多次荣获西湖博览会等全国性展览、博览会的优等奖。“鹅牌”汗衫更是首先打破高档汗衫长期由外国进口产品独霸中国市场的局面。当时，“鹅牌”汗衫已完全盖过日货，并超过法国产的高档汗衫。30年代初，五和针织厂生产的“鹅牌”60支双股麻纱汗衫，率先改变中国国货汗衫无高档产品的落后面貌。五和针织厂也是中国最大的华资针织厂。
1928年，任士刚得风气之先，联合他人向国民政府商标主管部门呈请“鹅牌”商标注册。为防假冒，分别注册了有一只鹅、两只鹅和五只鹅的商标，还先后注册了“金鹅”、“银鹅”、“天鹅”、“蓝鹅”、“白鹅”等商标系列。
20世纪50年代，五和针织厂实行公私合营，同时合并40多家小型纺织厂，继续保持行业翘楚地位。

## 逸事
“鹅牌”来历
在宁波方言中，“鹅”、“和”读音相谐，因此任士刚定其五和针织厂的产品商标名为“鹅牌”。
外国冒牌货
外资针织企业（如德国的礼和洋行，原向法国进口针织汗衫，投入中国沿海地区销售）见“鹅牌”针织品非常畅销，便将“鹅牌”汗衫与进口针织汗衫相比，发现质量不分伯仲，但洋货价格却远高于“鹅牌”。于是，改向上海五和针织厂进货。但外商在大批量购进五和针织厂“鹅牌”汗衫之后，把购进的“鹅牌”商标标识拆下，改换上自己的洋商标，冒充进口货，再投入市场廉价销售，瞒骗中国消费者，试图挤垮五和针织厂。
妙趣的广告宣传
20世纪30年代，五和针织厂在南京路用当时少见的水泥浇筑了5只白鹅，宣传产品，成为当时南京路上一大景观。
任士刚在浙江绍兴名胜兰亭，借用王羲之书写的“鹅池”名碑、墨华亭等著名古迹，做“鹅牌”汗衫的无形立体宣传广告。五和针织厂在兰亭悬挂“兰亭鹅池为东南第一胜景，鹅牌汗衫为东南第一佳品”的大型条幅，向来自各地的书法爱好者、旅游者宣传自己的产品
任士刚还订作了形态各异的鹅型游艇，置于著名风景区杭州西湖，做“鹅牌”商标的流动广告。
五和针织厂还在上海等地报刊上采用与众不同的广告宣传手法，并运用猜谜、抽奖等活动，提高产品知名度。

## 爱国
1937年7月，抗日战争爆发，不久上海沦陷。任士刚于1932年“九一八”事件一周年时，在上海《申报》发表的《外感与外侮》中写道：“鹅牌卫生衫可防止外感，吾人从人身的外感，便想到国家的外侮。国人应精诚团结，共御外侮”。日方抓住这句话，雇佣日本浪人放火烧毁五和针织厂主厂厂房。任士刚坚决不与日本人合作，艰难维持公司业务，积劳成疾。1945年，抗战胜利后，任士刚带病重建厂房，因劳累过度，于1946年逝世于上海寓所。同年，任士刚魂归故里，安葬于浙江宁波慈城北门大庙山麓。

## 家庭
任士刚育有四子。
- 长子：任秉道，育有一儿一女。女儿任顺弥, 为荣智健之妻，并共同育有二子一女。
- 次子：任秉理。
- 三子：任秉正，后更名为任策。中国著名指挥家、音乐家。毕业于圣约翰大学数学系。后任中央乐团解放后第一任指挥。中央音乐学院指挥系、作曲系教授。随后任中央民族歌舞团指挥。育有一儿一女。长子任广，毕业于香港清华学院音乐系，后考入维也纳皇家音乐学院，进行小号专业深造。1991年移民美国。女儿任姗。
- 四子：任秉阳，后更名为任运。1940年移民美国。